# Epistulae ad Atticum
Die epistulae ad Atticum (deutsch: „Briefe an Atticus“, auch „Atticus-Briefe“ genannt) sind eine posthum herausgegebene Briefsammlung des römischen Staatsmannes Marcus Tullius Cicero und seines engen Freundes Titus Pomponius Atticus. Sie enthält zwischen 68 v. Chr. und 44 v. Chr. geschriebene Briefe und ist in 16 Bücher unterteilt.

## Inhalt
Ungefähr die Hälfte aller erhaltenen Briefe Ciceros ging an Atticus, der zeitlebens einer der besten Freunde Ciceros war. Im Vergleich zu den epistulae ad familiares zeigt sich Cicero in diesen Briefen von einer unverfälschten und deutlich intimeren Seite. Die Briefe vermitteln einen Einblick in Gefühlswelt, Gedanken, alltägliche Probleme und Privatleben, wie er für kaum einen anderen Menschen der Antike möglich ist.
Zugleich sind die Briefe, genauso wie die epistulae ad familiares, eine unverzichtbare Quelle für die Geschehnisse zur Zeit der späten Republik und die politischen Abläufe. Der römische Historiker Cornelius Nepos erkannte als beider Zeitgenosse schon früh die Bedeutung der Briefe und urteilte folgendermaßen:

“Wer sie liest, braucht keine zusammenhängende Darstellung der geschichtlichen Abläufe dieser Zeit mehr. Dort wurde nämlich alles, was die Bestrebungen führender Männer, die Fehleinschätzungen der Heerführer und die Veränderungen im Staat angeht, so genau beschrieben, dass in ihnen nicht unklar bleibt und leicht einsichtig werden kann, inwiefern Klugheit auch ein Gespür für die Zukunft umfasst. Cicero sagte nämlich nicht nur zukünftige Entwicklungen voraus, die sich noch zu seinen Lebzeiten ereigneten, sondern er prophezeite auch das, was heute erst geschieht, wie ein Hellseher”

Die Briefe sind ungefähr chronologisch angeordnet, wobei es in Einzelfällen offenbar Verwechslungen gab. Auffälligerweise fehlen die Briefe der Jahre zwischen 64 und 62 v. Chr., was man darauf zurückführt, dass Atticus sich längere Zeit in Rom und somit in geografischer Nähe zu Cicero aufhielt.

## Herausgeber
Während bei den epistulae ad familiares Konsens herrscht, dass Ciceros Sekretär und Freigelassener Marcus Tullius Tiro sie herausgebracht hat, ist es bei den epistulae ad Atticum schwieriger, den Herausgeber oder das Veröffentlichungsdatum zu bestimmen. Fest steht, dass Atticus die Briefe Ciceros gesammelt und Cicero über eine Veröffentlichung einer kleinen Auswahl der Briefe nachgedacht hatte. Ebenso erkennt man am obigen Zitat, dass Cornelius Nepos die Briefe kannte. Möglicherweise hat er die Briefe für seine Atticus-Biografie eingesehen, denn dort erwähnt er, dass diese Briefsammlung elf volumina umfasse. Damit dürfte aber nicht die uns heute bekannte Sammlung gemeint sein, die erst später zusammengetragen wurde und 16 Bücher umfasst.
Dennoch scheint die Sammlung nicht im ersten vorchristlichen Jahrhundert veröffentlicht worden zu sein, sondern deutlich später. Über das genaue Datum und darüber, wer die Briefe veröffentlicht hat, gibt es keine Einigkeit, da man heutzutage nicht mehr nachvollziehen kann, wer den Nachlass des Atticus geerbt hatte. Möglicherweise war es Drusus der Jüngere, Sohn des Kaisers Tiberius, welcher die Briefe geerbt und veröffentlicht hat; ebenso könnte auch Gaius Asinius Gallus die Briefe geerbt haben. D. R. Shackleton Bailey merkt an, dass Asconius Pedianus, der unter Claudius lebte, die Briefe nie zitiert habe, obgleich sie für seine Cicero-Kommentare sehr hilfreich gewesen wären. Der erste bekannte Autor, der die Atticus-Briefe zitierte, war Seneca, weshalb man aufgrund der großen zeitlichen Lücke vermutet, dass die Briefe während der Regierungszeit Neros veröffentlicht wurden – lange nach dem Tod von Cicero (43 v. Chr.) und Atticus (32 v. Chr.).

## Rezeption
Diese und andere Briefe Ciceros dürften Plinius den Jüngeren dazu inspiriert haben, seine eigene Briefesammlung herauszugeben.
Als das Werk 1346 zusammen mit den anderen Briefen des Cicero in Verona wiederentdeckt wurde, löste es zunächst Begeisterung aus, ehe die Ernüchterung einsetzte. Der Humanist Petrarca, der Cicero zutiefst bewunderte und in ihm einen unerschütterlichen Stoiker sah, war so entsetzt über Ciceros emotionale Ausbrüche und seine Trauer, dass er ihm „aus der Welt der Lebenden“ einen Brief schrieb, in dem er ihm seine Gedanken mitteilte.

### Textkritische Ausgaben
- D. R. Shackleton Bailey: Epistulae ad Atticum. Vol. I. Libri I–VIII. Teubner, Stuttgart 1987 (Bibliotheca scriptorum Graecorum et Romanorum Teubneriana).
- D. R. Shackleton Bailey: Epistulae ad Atticum. Vol. II. Libri IX-XVI. Teubner, Stuttgart 1987 (Bibliotheca scriptorum Graecorum et Romanorum Teubneriana).

### Kommentare
- D. R. Shackleton Bailey: Cicero’s Letters to Atticus. Volume I: 68–59 B.C. Cambridge University Press, Cambridge 1965 (Cambridge Classical Texts and Commentaries, Volume 3).
- D. R. Shackleton Bailey: Cicero’s Letters to Atticus. Volume II: 58–54 B.C. Cambridge University Press, Cambridge 1965 (Cambridge Classical Texts and Commentaries, Volume 4).
- D. R. Shackleton Bailey: Cicero’s Letters to Atticus. Volume III: 51–50 B.C. Cambridge University Press, Cambridge 1968 (Cambridge Classical Texts and Commentaries, Volume 5).
- D. R. Shackleton Bailey: Cicero’s Letters to Atticus. Volume IV: 49 B.C. Cambridge University Press, Cambridge 1968 (Cambridge Classical Texts and Commentaries, Volume 6).
- D. R. Shackleton Bailey: Cicero’s Letters to Atticus. Volume V: 48–45 B.C. Cambridge University Press, Cambridge 1966 (Cambridge Classical Texts and Commentaries, Volume 7).
- D. R. Shackleton Bailey: Cicero’s Letters to Atticus. Volume VI: 44 B.C. Cambridge University Press, Cambridge 1967 (Cambridge Classical Texts and Commentaries, Volume 8).
- D. R. Shackleton Bailey: Cicero’s Letters to Atticus. Volume VII: Indices to Volumes I–VI. Cambridge University Press, Cambridge 1970 (Cambridge Classical Texts and Commentaries, Volume 9).

### Übersetzungen
- Helmut Kasten: Atticus-Briefe: Lateinisch – Deutsch. 3. Auflage. Heimeran-Verlag, München 1980.